# Дом Никельса — Сортвелла
Дом Никельса — Сортвела (англ. Nickels-Sortwell House) — дом-музей и Национальный исторический памятник США. Расположен на главной улице города Уискассет, штат Мэн, США.

## История
Дом построен в 1807 году капитаном Уильямом Никельсом, владельцем торгового судна и торговцем.
Стиль дома отражает исторический период, когда судостроение и торговое мореплавание приносили процветание сообществу побережья штата Мэн.
После введения в 1807 году Америкой эмбарго на торговлю с Англией и Францией, и последующей Англо-американской войной 1812—1815 годов, многие семьи побережья потеряли своё состояние. Около 1830 года дом был переоборудован в гостиницу.
К концу XIX столетия, когда побережье Мэна стало фешенебельным летним курортом, дом был куплен промышленником и банкиром Элвином Сортвеллом под летнюю резиденцию.
В настоящее время дом является домом-музеем и собственностью общества Historic New England.